# Communicaid
Basé à Londres, Communicaid siège au cœur du quartier des affaires de la City. Présent à Paris, Londres et Bruxelles, Communicaid est un organisme de formation et de conseil dans les domaines des langues, de l'interculturel et des techniques de communication auprès des entreprises. Ses compétences clés comprennent la formation en langues, l’audit de compétences en langues, l’interculturel, les techniques de communication et la formation au management international.

## Historique
C’est en 1992 que deux diplômés de Cambridge, Stuart Fraser et Adam Dakin, décident de fonder Communicaid pour répondre au besoin croissant des entreprises en matière de formation en langues. Avec une ouverture significative sur la scène internationale et une main d’œuvre tertiaire de plus en plus internationale, Communicaid a directement ciblé les entreprises, les sociétés et les organisations de la City pour offrir ses prestations.
Communicaid s’est rapidement développé, remportant des contrats de formation en langues d’envergure auprès de grands groupes anglais dont Marks & Spencer et British Airways. En 1997, Communicaid s’associe à l’université des langues slaves et d’Europe de l’est de Londres (University College London’s School of European, Eastern and Slavonic Languages (en)) pour assurer des formations en langues auprès d’institutions du secteur public dont le ministère des Affaires étrangères et du Commonwealth et le Ministère de la Défense britanniques.
Les années 1990 sont pour Communicaid des années de croissance exponentielle pour atteindre un chiffre d’affaires de 2 millions de livres sterling (2,4 millions d’euros) au début du siècle. Communicaid compte alors 20 salariés à temps plein.

## 2000 - 2009
La décennie suivante est gérée par une nouvelle équipe de managers, sous l’égide du directeur général, Andrew Maddison. Communicaid diversifie ses produits et s’oriente vers l’interculturel, les techniques de communication, la formation en langues offshore et la formation en management international.   
C’est une nouvelle période de croissance qui s’ouvre pour Communicaid avec 7 millions de livres sterling de chiffre d’affaires (8,5 millions d’euros) et 55 salariés à temps plein. Enfin, depuis 2007, Communicaid est géré par l’un de ses fondateurs, Stuart Fraser. Communicaid se place désormais en tête des groupes leaders en conseil et formation à l’international et s’appuie sur une solide clientèle implantée dans les secteurs de la finance, du droit, des biens de grande consommation (FMCG), de la défense et de la sécurité, et de l’industrie pharmaceutique.

## Expansion internationale
Communicaid ouvre son premier centre de formation à l’étranger en 1997, à Paris, en France. Depuis cette date, Communicaid France est devenu un des leaders du marché français en matière de formation en langues et en interculturel. En 2001, Communicaid ouvre un second centre de formation en Europe, à Francfort, en Allemagne, suivi d’un bureau de représentation à New York, aux États-Unis.
L’année 2009 marque un tournant décisif pour Communicaid qui remporte un des plus importants contrats de formation en langues auprès de l’Union européenne. Communicaid Bruxelles est officiellement ouvert et forme plus de 10 000 personnes en 27 langues, formations dispensées au sein des différentes institutions de l’Union européenne.

## Présence internationale
Communicaid assure une présence internationale grâce à une équipe composée de plus de 800 consultants,  intervenants et formateurs, répartie à travers le monde. Communicaid dispense chaque année des formations dans plus de 30 pays pour près de 500 clients.

## Prestations de services clés
Compétences clés de Communicaid :
Formation en langues
Communicaid dispense des formations dans plus de 65 langues et dialectes (français, anglais, espagnol, allemand, etc.). Communicaid est également reconnu pour assurer des formations dans des langues considérées comme « rares » car peu enseignées comme le pachto, le dari, le yorùbá, le potwari (en) ou le hausa. Au-delà de son expertise dans ce domaine particulier, Communicaid est aussi référencé comme leader de l’anglais spécialisé dont Business_English (en), Legal_English (en), l’anglais de la finance et des assurances ou encore l’anglais lié au monde de la diplomatie internationale. 
Formation en interculturel
Communicaid dispense différents programmes de formation interculturelle sur 60 pays/cultures auprès d’organismes et groupes internationaux qui souhaitent mieux comprendre les valeurs, comportements et mentalités de leurs homologues, clients ou fournisseurs étrangers.
Formation en techniques de communication
Communicaid dispense une série d’ateliers et de coaching individuel pour les cadres dirigeants qui souhaitent améliorer ou consolider leurs techniques de communication en production écrite lors d’échanges par correspondance, en présentations professionnelles face à des décisionnaires, en réunions virtuelles ou lors d’échanges en face à face.

## Nouvelles technologies
Parallèlement à la formation en présentiel, Communicaid offre également des solutions de formation mixtes, des modules d’apprentissage en ligne et des classes virtuelles. 

## Performance financière
| Année | Chiffre d’affaires (millions de livres sterling) |
| ----- | ------------------------------------------------ |
| 1997  | 1,25                                             |
| 1998  | 1,84                                             |
| 1999  | 2,33                                             |
| 2000  | 2,66                                             |
| 2001  | 2,77                                             |
| 2002  | 2,99                                             |
| 2003  | 3,12                                             |
| 2004  | 3,07                                             |
| 2005  | 4,05                                             |
| 2006  | 4,06                                             |
| 2007  | 5,02                                             |

## Communicaid dans la presse
- Deloitte encourages learning and development (Tax Journal, February 2010)
- Managing and leading an international team (Newsline, February 2010)
- Lack of languages damaging the economy (Channel 4 September 2009)
- Helping companies do business in the Middle East (The National, March 2009)
- Tips on doing business in Japan (Training Zone, August 2008)
- Tips on doing business in India (Training Zone, July 2008)
- Standard Bank sets high standards for its international assignments (Finance Week, July 2008)
- Tips on doing business in China (Training Zone, June 2008)
- The impact of Tata taking over Jaguar-Land Rover (Finance Week, April 2008)